# Villafranca de la Sierra
Villafranca de la Sierra  és un municipi de la província d'Àvila, a la comunitat autònoma de Castella i Lleó. Antigament comprenia també Navacepedilla de Corneja i part de Casas del Puerto.
Límita al nord amb Bonilla de la Sierra i Casas del Puerto, al sud amb San Martín de la Vega del Alberche, a l'est amb Navacepedilla de Corneja i a l'oest amb San Miguel de Corneja i Navaescurial.